# Kojetice (Ústí nad Labem)
Kojetice (německy Kojeditz, Kogeditz, Gottitz, Goietitz) jsou malá vesnice a část statutárního a krajského města Ústí nad Labem v České republice, spadající pod městský obvod Ústí nad Labem-Střekov. Nachází se jihovýchodně od centra města a jejich katastrální území měří 1,82 km².

## Historie
První písemná zmínka bývá kladena do roku 1088. Jedná se však o falzum zakládací listiny vyšehradské kapituly, jehož vznik je kladen až do let 1142–1178. Za vlády Soběslava II. byla ves v držení velmože Hroznaty z Peruce, který ji v roce 1178, společně se Svádovem, Březím, Horními Zálezly, Pohořím, Tašovem, Proboštovem a Ploskovicemi odkázal johanitům. Jako majetek Maltézského řádu byla zmíněná sídla potvrzena knížetem Bedřichem v listině z roku 1188. Hašek z Robeč získal ves v roce 1410 jako zástavu od krále Václava IV. Od něj se dostala do držby Jindřicha z Rabštejna, který ji jako součást svádovského statku prodal v roce 1483 Mikuláši z Hermsdorfu. Od roku 1548 byla se svádovským panstvím v majetku pánů ze Salhausenu, než byla v roce 1676 připojena k ploskovickému panství.
Na návsi stála od roku 1830 empírová kaple, jednoduchá stavba obdélného půdorysu s pravoúhlým závěrem, krytá sedlovou střechou s hranolovou zvonicí završenou cibulí, s trojúhelným štítem a nárožními polosloupy, uvnitř valeně klenutá, zbořená kolem roku 1970 při úpravě místní komunikace.

### Obecní správa
Od reformy obecní správy v roce 1850 byly Kojetice samostatnou obcí, až do roku 1961, kdy se staly částí obce Malečov. K Ústí nad Labem byly připojeny 1. července 1980.

## Přírodní poměry
Ves leží v meandru řeky Labe na jejím pravém břehu, v levobřežním údolí Kojetického potoka ve svazích Českého středohoří, v nadmořské výšce 318–325 metrů. Od okolních sídel ji oddělují vrchy Přední hůrka (Fibichberg, 501 metrů), Kopané (Kopane) a Bukovina (Bukowinka).
Sousední katastry:
| Růžice kompasu | Střekov  | Střekov             | Svádov           | Růžice kompasu |
| Růžice kompasu | Nová Ves | Sever               | Budov u Svádova  | Růžice kompasu |
| Růžice kompasu | Nová Ves | Kojetice u Malečova | Budov u Svádova  | Růžice kompasu |
| Růžice kompasu | Nová Ves | Jih                 | Budov u Svádova  | Růžice kompasu |
| Růžice kompasu | Nová Ves | Nová Ves            | Březí u Malečova | Růžice kompasu |

## Obyvatelstvo
Při sčítání lidu v roce 1921 zde žilo 213 obyvatel (z toho 101 mužů), z nichž byli dva Čechoslováci a 211 Němců. S výjimkou osmi evangelíků a jednoho člověka bez vyznání se hlásili k římskokatolické církvi. Podle sčítání lidu z roku 1930 měla vesnice 264 obyvatel: tři Čechoslováky a 261 Němců. Kromě římskokatolické většiny zde žilo také devět evangelíků.
| Rok            | 1869 | 1880 | 1890 | 1900 | 1910 | 1921 | 1930 | 1950 | 1961 | 1970 | 1980 | 1991 | 2001 | 2011 |
| -------------- | ---- | ---- | ---- | ---- | ---- | ---- | ---- | ---- | ---- | ---- | ---- | ---- | ---- | ---- |
| Počet obyvatel | 143  | 161  | 167  | 196  | 226  | 213  | 264  | 113  | 107  | 113  | 124  | 88   | 105  | 133  |
| Počet domů     | 23   | 23   | 23   | 28   | 30   | 30   | 37   | 35   | 23   | 26   | 32   | 31   | 36   | 42   |

## Doprava
Vsí prochází silnice třetí třídy číslo III/25841, vedoucí z ústeckého Střekova přes Kojetice, Malečov, Tašov, Rýdeč a Třebušín až k Dolnímu Týnci. Veřejnou dopravu místních obyvatel zajišťuje linka číslo 79 Dopravního podniku města Ústí nad Labem a linka číslo 453 z Libouchce do Malečova Dopravní společnosti Ústeckého kraje.